# Max van Heeswijk
Max van Heeswijk (født 2. marts 1973) er en tidligere hollandsk professionel cykelrytter. Han har deltaget i de tre grand tours og vandt i 2005 en etape i Vuelta a España. I 2004 blev han nummer fem i Danmark Rundt og vandt samlet pointtrøjen.  